# Friedrich Balemann
Friedrich Balemann (* 24. Mai 1645 in Lübeck; † 21. September 1712 in Jever) war ein deutscher Landrichter und Minister.

## Leben
Friedrich Balemann war ein Sohn des Lübecker Ratssekretärs Hinrich Balemann. Der Lübecker Ratsherr Heinrich Balemann (Ratsherr, 1643) war sein älterer Bruder. Er studierte Rechtswissenschaften ab den Universitäten in Gießen, Kiel und Straßburg. In Straßburg wurde er 1674 mit seiner Dissertation De melioratione competente exceptori ex pacto revendendi zum Lizentiaten beider Rechte promoviert. Nach einer längeren Bildungsreise trat er unter Christine Charlotte von Ostfriesland 1678 in ostfriesische Dienste als Kammerrat und Oberrentmeister. Als Fiskaljurist regelte er bald nicht nur die Finanzen, sondern auch innere Verwaltung des Fürstentums. 1694 wurde er als Nachfolger seines Schwiegervaters Wichmann Warners (1624–1693), dem er zuvor schon zur Seite gestellt gewesen war, Landrichter und Justizrat der damals zum Fürstentum Anhalt-Zerbst gehörenden Herrschaft Jever und behielt diese Stellung bis zu seinem Tod.